# Ołużna
Ołużna (deutsch Seefeld) ist ein Dorf in der Woiwodschaft Westpommern in Polen. Es gehört zu der Gmina Gościno (Gemeinde Groß Jestin) im Powiat Kołobrzeski (Kolberger Kreis).

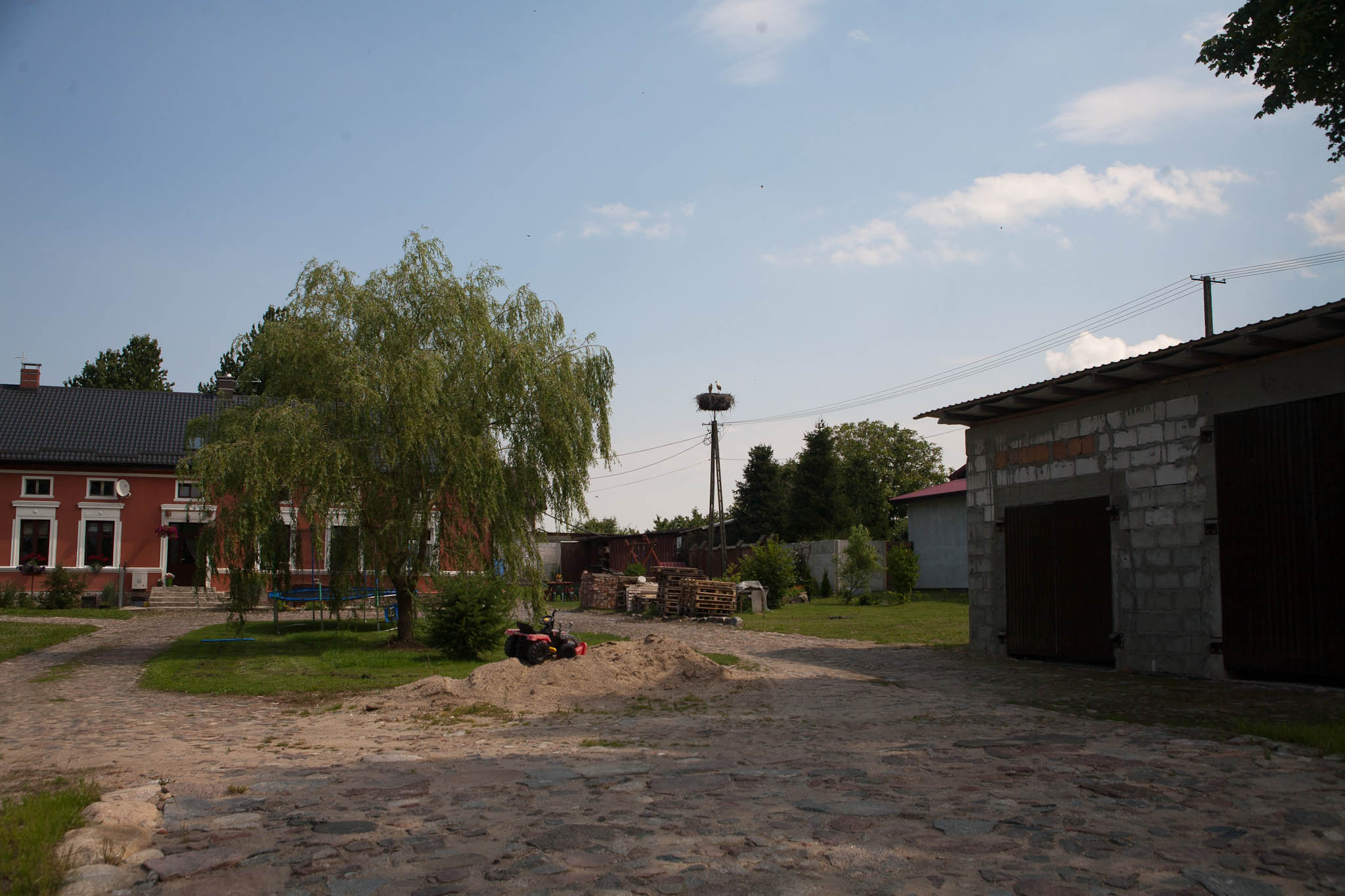
Ortsbild mit Storchennest (Aufnahme von 2014)

## Geographische Lage
Das Dorf liegt in Hinterpommern, etwa 12 Kilometer südlich von Kołobrzeg (Kolberg) und etwa 100 Kilometer nordöstlich von Stettin.
Die nächsten Nachbarorte sind im Nordwesten Charzyno (Garrin), im Nordosten Ząbrowo (Semmerow), im Südosten Gościno (Groß Jestin) mit den Wohnplätzen Jarogniew (Karlshof) und Jeziorki (Seehof) und im Südwesten Unieradz (Neurese).

## Geschichte
Die erste urkundliche Erwähnung des Dorfes stammt aus dem Jahre 1276. Damals bestätigte der Bischof von Cammin, Hermann von Gleichen, dem Kolberger Domkapitel seine Besitzungen. Das damals „Seuelde“ genannte Dorf war der dritten Domherrenpfründe zugeordnet. In einer Urkunde des Bischofs aus dem Jahre 1280 wurde das Dorf als „Zeuelde quae quondam Woluzne vocabatur“ (Seefeld, das früher Woluzne genannt wurde) bezeichnet. Das Dorf ist also eines der wenigen Dörfer, bei denen im Herzogtum Pommern im Zuge der Deutschen Ostsiedlung der slawische Ortsname durch einen neuen deutschen Ortsnamen ersetzt wurde.
Aus dem Jahre 1375 ist eine ausführliche Urkunde überliefert, mit der ein Henning Rutzmann einen Bauernhof in Seefeld vom Kolberger Domkapitel annahm. Die Hofverschreibung ist in mittelniederdeutscher Sprache abgefasst.
In den 1460er Jahren kam es im Bistum Cammin zu kriegerischen Streitigkeiten zwischen dem Bischof Henning Iven und der Stadt Kolberg. In diesen Streitigkeiten wurde im Jahre 1462 Seefeld verwüstet. Mehr als 30 Jahre später, im Jahre 1496, übernahm es der Dekan des Kolberger Domkapitels Martin Karith, der spätere Bischof von Cammin, das Dorf Seefeld auf eigene Kosten wieder aufzubauen, und erhielt als Gegenleistung auf Lebenszeit die Einkünfte aus dem Dorf.
Im 16. Jahrhundert führten das Kolberger Domkapitel und die Stadt Kolberg einen Rechtsstreit über die Grenze zwischen der Gemarkung des Kapitelsdorfes Seefeld und der Gemarkung des Stadteigentumsdorfes Groß Jestin. Der Rechtsstreit wurde vor dem bischöflichen Hofgericht geführt und 1570/1571 beigelegt.
Auf der Lubinschen Karte des Herzogtums Pommern von 1618 ist „Sehefeld“ eingetragen.
Nach 1650 wurde das Dorf Seefeld an seinen heutigen Ort verlegt. Bis dahin lag Seefeld etwa 2 Kilometer südöstlich davon in einer Niederung, die häufig überschwemmt wurde.
In Ludwig Wilhelm Brüggemanns Ausführlicher Beschreibung des Herzogtums Vor- und Hinterpommern (1784) ist Seefeld  unter den Dörfern des Domkapitels Kolberg aufgeführt. Damals gab es in Seefeld  sieben Bauernstellen und neun Kossäten, insgesamt 19 Haushaltungen („Feuerstellen“).
Im Jahre 1895 wurde nördlich von Seefeld die Strecke Roman–Kolberg der Kolberger Kleinbahn errichtet. Zunächst erhielt Seefeld einen eigenen Haltepunkt an der Bahnstrecke, der aber später aufgehoben wurde. Heute ist die Bahnstrecke stillgelegt.
Bis 1945 bildete Seefeld eine Gemeinde im Landkreis Kolberg-Körlin der Provinz Pommern. Zu der Gemeinde gehörten neben Seefeld keine weiteren Wohnplätze.
Gegen Ende des Zweiten Weltkriegs wurde Seefeld durch die Rote Armee besetzt. Das Dorf kam, wie alle Gebiete östlich der Oder-Neiße-Grenze, an Polen. Die Dorfbevölkerung wurde vertrieben.
Das Dorf erhielt den polnischen Ortsnamen „Ołużna“, der in Anlehnung an den aus dem 13. Jahrhundert überlieferten historischen Ortsnamen „Woluzne“ gebildet wurde. Das Dorf bildet heute ein eigenes Schulzenamt in der polnischen Gmina Gościno (Gemeinde Groß Jestin).

## Entwicklung der Einwohnerzahlen
- 1816: 155 Einwohner[4]
- 1855: 309 Einwohner[4]
- 1867: 315 Einwohner[4]
- 1895: 323 Einwohner[4]
- 1910: 278 Einwohner[4]
- 1925: 331 Einwohner[4]
- 1933: 290 Einwohner[4]
- 1939: 287 Einwohner[4]
- 2017: 257 Einwohner[1]